# 2013년 4월 죽음
다음은 2013년 4월에 사망한 저명한 인물 목록이다.
- 4월 1일
  - 대한민국의 가수, 방송 진행자 박상규
  - 라이베리아의 정치인 모지스 블라
- 4월 3일 - 영국의 작가, 영화 각본가 루스 프라워 자브발라
- 4월 4일
  - 미국의 만화가 카마인 인팬티노
  - 미국의 영화 평론가, TV 진행자, 작가 로저 이버트
  - 일본의 라이트노벨 작가 야마구치 노보루
- 4월 5일 - 이탈리아의 배우 레지나 비앙키
- 4월 6일
  - 미국의 피아니스트, 작곡가 돈 셜리
  - 스페인의 영화 감독 비가스 루나
- 4월 8일
  - 대한민국의 독립운동가 구익균
  - 대한민국의 사진가 보리
  - 미국의 배우, 가수 애넷 푸니셀로
  - 영국의 정치인 마거릿 대처
  - 일본의 축구 선수 야마다 야스히로
- 4월 10일
  - 독일의 육상 선수 앙겔라 포이크트
  - 영국의 생리학자 로버트 에드워즈
- 4월 11일 - 미국의 희극영화배우, 성우 조너선 윈터스
- 4월 12일 - 미국의 로마 카톨릭 교회 신부 브레넌 매닝
- 4월 13일 - 대한민국의 작가 구본형
- 4월 14일
  - 미국의 배우, 성우, 무대 연출가 마이크 로드
  - 영국의 지휘자 콜린 데이비스
  - 일본의 배우 미쿠니 렌타로
- 4월 17일 - 캐나다의 배우, 가수 디애나 더빈
- 4월 18일 - 대한민국의 정치인 김인선
- 4월 19일
  - 미국의 범죄인 타메를란 차르나예프
  - 미국의 사진가, 배우 알랜 아버스
  - 미국의 수학자 케네스 아펠
  - 프랑스의 병리학자, 유전학자 프랑수아 자코브
- 4월 22일
  - 덴마크의 배우 비비 바흐
  - 미국의 싱어송라이터 리치 헤이븐스
- 4월 23일 - 아프가니스탄의 범죄자 모하마드 오마르
- 4월 26일 - 미국의 음악가 조지 존스
- 4월 27일 - 대한민국의 정치인 김영배
- 4월 28일
  - 대한민국의 군인 이세호
  - 대한민국의 성우 김한희